# Гантиади (Озургетский муниципалитет)
Гантиади (груз. განთიადი) — село в Грузии, на территории Озургетского муниципалитета края (мхаре) Гурия.

## География
Село находится в западной части Грузии, на левом берегу реки Супсы, на расстоянии приблизительно 5 километров (по прямой) к северо-западу от города Озургети, административного центра муниципалитета. Абсолютная высота — 94 метра над уровнем моря.

## Население
По результатам официальной переписи населения 2014 года, в Гантиади проживало 373 человека (190 мужчин и 183 женщины). В национальной структуре населения грузины составляли 99,5 %, армяне — 0,25 %, русские — 0,25 %.
| Год  | Население, человек |
| ---- | ------------------ |
| 2002 | 343                |
| 2014 | ↗ 373              |